# Julián de Bale
Julián de Bale (f. c. 1350), fue un fraile franciscano, beatificado por la Iglesia católica.
El decreto con el que la Iglesia lo beatificó el 23 de febrero de 1910 proporciona sólo escasa información sobre Julián. Nació en un año desconocido, en Bale, Istria, posiblemente en el seno de una respetable familia, quizás Cesarel (Cusaril o Cesarello). Vivió en el monasterio de St. Mihovil, que fue abandonado por los camaldulenses en el siglo XIV y posteriormente ocupado por los franciscanos. Se distinguió como un hombre virtuoso y santo. Visitó las aldeas de Istria. Sin embargo, muchas personas en busca de consejo también lo visitaron en la abadía de Mihovil.
Los lugareños comenzaron a venerarlo inmediatamente después de su muerte, y lo eligieron como su patrón. Los estatutos de la ciudad de Bale del siglo XV lo confirman como patrón de la ciudad.
En el decreto con el que se confirmó su beatificación se afirma que era "virtuoso de palabra y de obra, y inflamado de amor divino". Se enfatiza el celo con el que visitó las aldeas y ciudades de Istria, llevando paz a los pendencieros.